# 藤本彰
藤本 彰（ふじもと あきら）は、ポーランド出身の実業家・工学博士。日本のソフトウェアメーカー、株式会社インテグラの創業者で元代表取締役。

## 経歴
Wiesław Romanowski(ヴィエスワフ・ロマノフスキ)という名前の元、ポーランドに生まれ、シュチェチン大学を卒業後、東京大学に留学生として来日し博士号を取得。1986年に株式会社インテグラを設立。後に日本国籍を取得し帰化した。
1985年にレイトレーシング技術を利用したソフトウェアのARTSを開発し、商用化に成功。 